# كارلوس فيلالوبوس
كارلوس فيلالوبوس (بالإنجليزية: Carlos Villalobos)‏ هو موسيقي أمريكي، ولد في 17 مايو 1965.

## وصلات خارجية
- كارلوس فيلالوبوس على موقع IMDb (الإنجليزية)
- كارلوس فيلالوبوس على موقع ميوزك برينز (الإنجليزية)
- كارلوس فيلالوبوس على موقع قاعدة بيانات الفيلم (الإنجليزية)